# Batalla de Artémivsk
La batalla de Artémivsk fue una batalla de 2014 que se libró en la ciudad de Artémivsk (desde 2016 conocida como Bajmut) durante la guerra del Dombás en el este de Ucrania como parte de la guerra ruso-ucraniana más amplia. Implicó un enfrentamiento armado entre las Fuerzas de Operaciones Especiales de Ucrania y las milicias prorrusas que representan a la autoproclamada República Popular de Donetsk.

## Fondo
A raíz del Euromaidán, de marzo a mayo de 2014, se produjeron disturbios prorrusos en muchas ciudades de las regiones del este, centro y sur de Ucrania. Las manifestaciones fueron alentadas por la anexión rusa de Crimea. Las protestas, conocidas como la “Primavera Rusa” en Rusia, se llevaron a cabo bajo banderas rusas y consignas prorrusas, y presentaron una amplia gama de demandas en reacción a la perspectiva proeuropea del nuevo gobierno ucraniano, desde la federalización de Ucrania a los llamamientos para la división del territorio de Ucrania y para la anexión por parte de Rusia, de manera similar a la de Crimea.

### Protestas prorrusas
El 1 de marzo de 2014 tuvo lugar en la ciudad la primera manifestación prorrusa. Los organizadores de la manifestación hicieron llamamientos abiertamente separatistas para la unificación con Rusia y exigieron la celebración de un referéndum. El mismo día, se izó la bandera rusa sobre el edificio del ayuntamiento.
Manifestaciones similares continuaron hasta la segunda quincena de abril de 2014. La retórica y los eslóganes prorrusos no cambiaron, pero el número de participantes en las manifestaciones fue disminuyendo gradualmente. El 13 de abril de 2014, las autoridades ucranianas lanzaron una “operación antiterrorista” para restaurar el control sobre la óblast de Donetsk y la ciudad de Artémivsk en particular.
Las autoridades ucranianas organizaron la retirada de armas de los depósitos militares a principios de marzo de 2014 para evitar un conflicto armado en la zona.

## Cronología

### Abril
El 7 de abril, los símbolos ucranianos fueron retirados del edificio del Ayuntamiento de Artémivsk.
El 12 de abril, las autoridades de la República Popular de Donetsk en Artémivsk fueron declaradas separatistas por el gobierno ucraniano. Las autoridades prorrusas en el óblast de Donetsk anticiparon una repetición de la anexión de Crimea, aunque esto no sucedió.
El 19 de abril, las fuerzas del 3.er Regimiento de Propósitos Especiales reforzaron la guarnición del arsenal de almacenamiento de armas pequeñas en el pueblo de Paraskoviivka.
Oleksandr Trepak, junto con varios grupos de reconocimiento, fue al área de Artémivsk. Junto con las Unidades de Propósitos Especiales del Servicio de Aplicación de la Ley Militar, los residentes de Kirovohrad (ahora Kropvynytskyi) custodiaron el Centro de Provisión de Armas Blindadas, ubicado en Artémivsk (Centro 1282 para proporcionar armas y equipos blindados - Unidad A2730) y la base para almacenar armas pequeñas en el pueblo de Paraskoviivka (Unidad A-4176).
El 24 de abril se produjo el primer asalto de los separatistas a la unidad militar ubicada en Artémivsk, aunque no tuvo éxito.

### Mayo
El 25 de mayo, los separatistas lograron interrumpir la celebración de las elecciones presidenciales de Ucrania de 2014 en la ciudad.

### Junio
El 7 de junio, Volodymyr Chobotka, comandante de la base de las fuerzas blindadas, fue herido y hecho prisionero en la ciudad. El grupo de Pekar de 6 personas partió en una camioneta civil blanca para buscarlo después de que sonó la alarma. Un grupo de militantes salió a su encuentro en un automóvil civil de aspecto similar. El subcomandante del grupo del 3.er regimiento con el distintivo de llamada, Merzavchik, fue el primero en orientarse: el auto de los militantes recibió disparos de ametralladoras. En unos segundos, tres militantes murieron, uno resultó herido y otro fue capturado. Entre los militantes muertos estaba Veles, el "comandante de la ciudad de Artémivsk". El grupo de Pekar se llevó las armas y los documentos de los militantes.
Un grupo de reconocimiento de 8 soldados de las fuerzas especiales inició una operación para buscar y evacuar a un oficial gravemente herido. Para ello, fue necesario tomar un puesto de control separatista a la entrada de la ciudad y mantenerlo durante unas 3 horas para permitir que otro grupo evacuara en helicóptero a un herido. Durante la batalla, el comandante de la unidad, Oleksandr Trepak, recibió una herida de bala en la pierna, pero se negó a evacuar y durante dos días lideró el rechazo de los ataques de los militantes en la Base de Armamento de Artillería Central.

Entendimos bien que los mercenarios rusos intentarían tomar posesión de vehículos blindados y armas pequeñas, por lo que preparamos puestos y secretos confiables, moralmente preparados para la reunión de los "invitados".

El 20 de junio se produjo un segundo asalto de separatistas a una unidad militar ubicada en la ciudad. Las fuerzas especiales repelieron un ataque a los almacenes ucranianos desde Jórlivka con la ayuda de lanzagranadas. La siguiente ofensiva tuvo lugar con el apoyo de fuego de mortero, el tanque T-64 y la infantería pasaron a la ofensiva, pero este intento tampoco tuvo éxito. Los soldados ucranianos reprimieron el mortero, aislaron a la infantería y golpearon el vehículo de combate del enemigo.
Las batallas por los almacenes militares en Artémivsk se convirtieron en uno de los primeros casos de uso de tanques T-64 por parte de militantes prorrusos. Durante este tiempo, los defensores de la base se enteraron por primera vez de la presencia de tanques T-64. en las fuerzas armadas durante la noche, del 20 al 21 de junio, cuando un tanque disparó contra el edificio de la ATP contiguo a la parte militar. Después de este incidente, el ejército ucraniano decidió intensificar y "reanimar" un T-64 y un BMP-2 de los que estaban almacenados (un total de 260 tanques T-64, T-80 y T-72, 270 vehículos blindados de transporte de personal), 227 BMP, 129 BRM-1K.
El día después del ataque al puesto de control N.º 1 Ribgosp, el 27 de junio de 2014, militantes prorrusos llevaron a cabo un tercer ataque a gran escala en la base. Por la noche, dispararon contra las unidades militares estacionadas en la ciudad utilizando lanzagranadas y armas pequeñas. Entre el equipo que utilizaron estaba un tanque T-64BV. Los defensores de la base le dispararon RPG-18 y RPG-22, pero no pudieron vencerlo y el tanque pudo abandonar la escena de la batalla en paz. Al mismo tiempo, fue asaltada la unidad militar A-4176, donde como resultado de la batalla, el T-64BV de militantes prorrusos fue alineado y capturado. Se verificó la afiliación del tanque retirado de los militantes: la serie no estaba en el registro de tanques ucranianos, y la batería instalada pertenecía a la 205.ª Brigada Separada de Fusileros Motorizados (Budionnovsk, Krái de Stávropol, en la Federación Rusa). Era uno de los tres tanques en brazos de los ocupantes rusos vistos por los medios en ese momento.
El 30 de junio, los separatistas prorrusos lanzaron un cuarto ataque contra una unidad militar ubicada en la ciudad.

### Julio
A principios de julio, los militantes prorrusos se retiraron de la ciudad y el 5 de julio de 2014, Artémivsk volvió al control ucraniano.

## Pérdidas

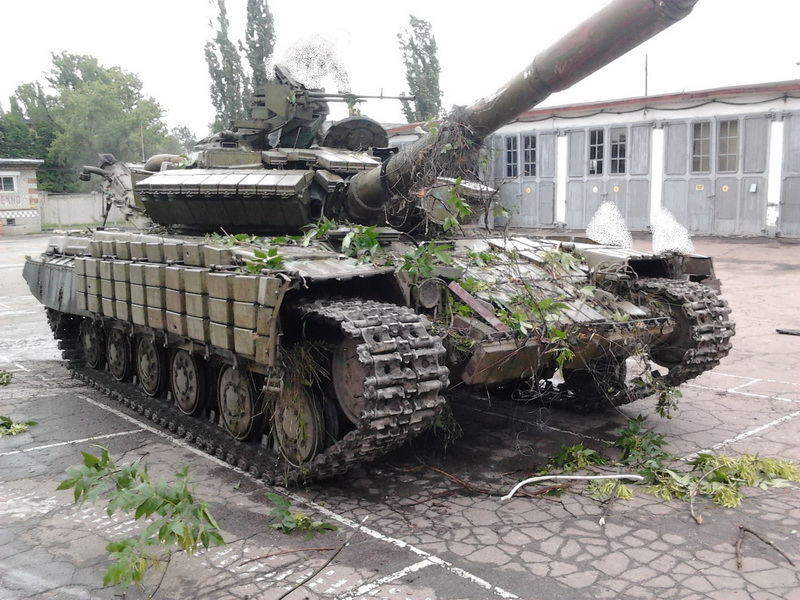
El T-64BV N.º 5 ruso fue tomado por trofeo mientras defendía la base, 27 de junio de 2014.

Las fuerzas prorrusas perdieron un tanque T-64BV con el número 5, incautado por combatientes ucranianos. También se capturó un lanzallamas RPO-A Shmel asistido por cohetes de diseño ruso con la inscripción "Desde Rusia con amor". Según información del Ministerio de Defensa de Ucrania, Rusia también proporcionó estas armas al ejército de la RP de Donetsk.

Lanzallamas trofeo RPO-A Shmel
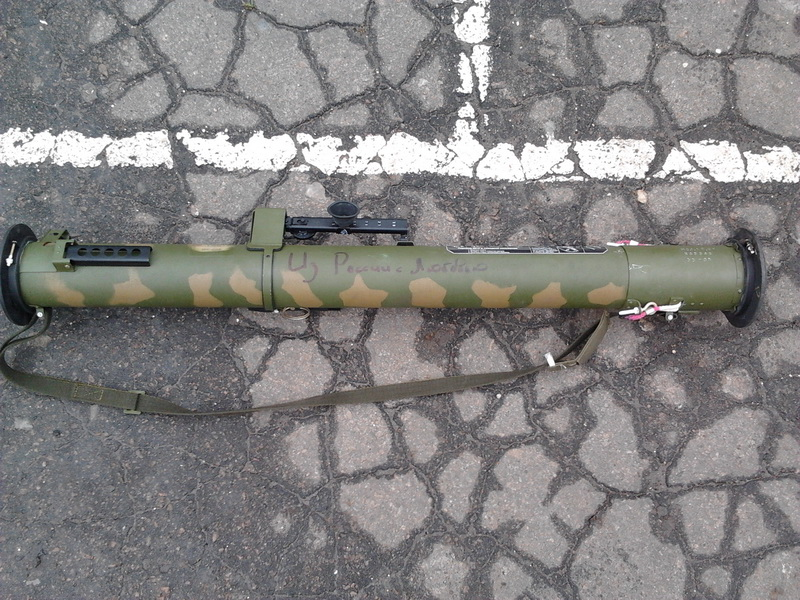
Vista general, junio de 2014
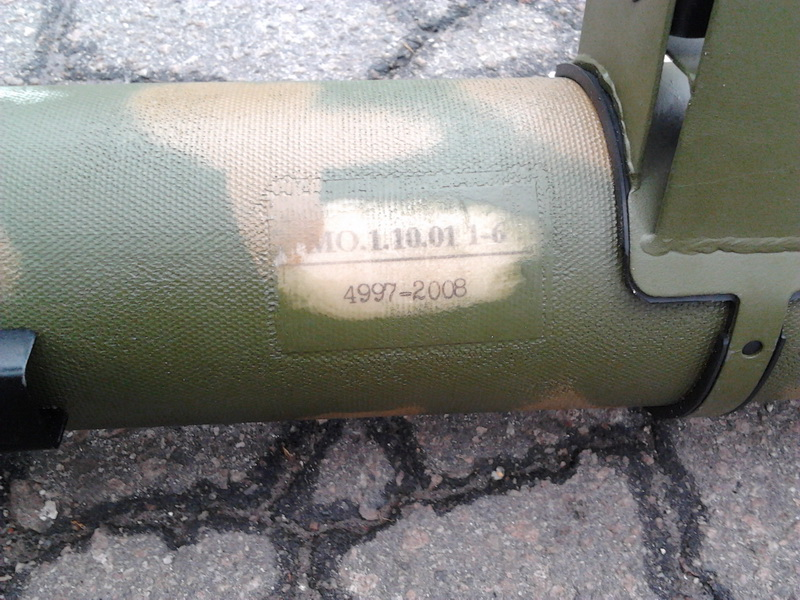
Primera marca
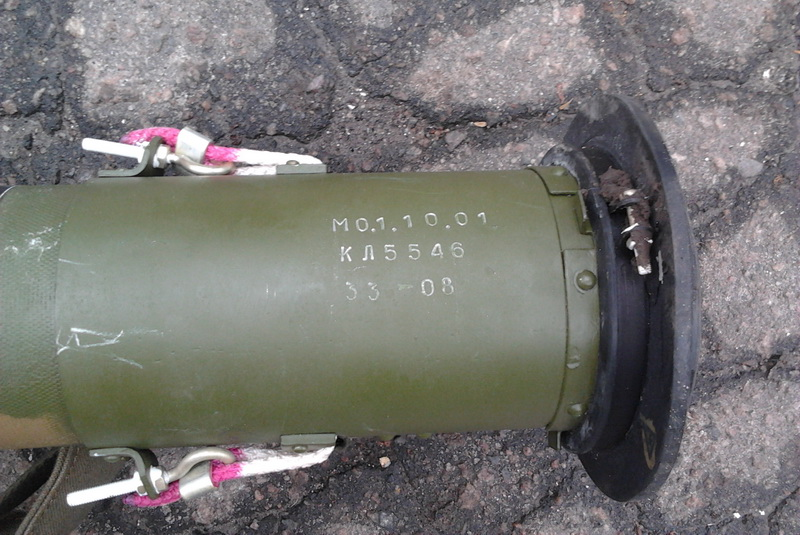
Segunda marca

## Secuelas
La repulsión exitosa del ataque de los combatientes de las fuerzas especiales y el personal militar A2730 y A4176 fue importante porque las enormes reservas de armas y municiones, que se ubicaron en el Centro para el suministro de armas blindadas en Artémivsk y la base de almacenamiento de armas pequeñas en el pueblo de Paraskovyivka, no cayeran en manos de los militantes prorrusos.
Por su desempeño exitoso en la tarea de combate, Alexander Trepak recibió el rango de Coronel, Orden de Bogdan Khmelnytsky III. Los militares de las partes A2730 y A4176 no fueron mencionados ni presentados para premios.